# Métagénomique

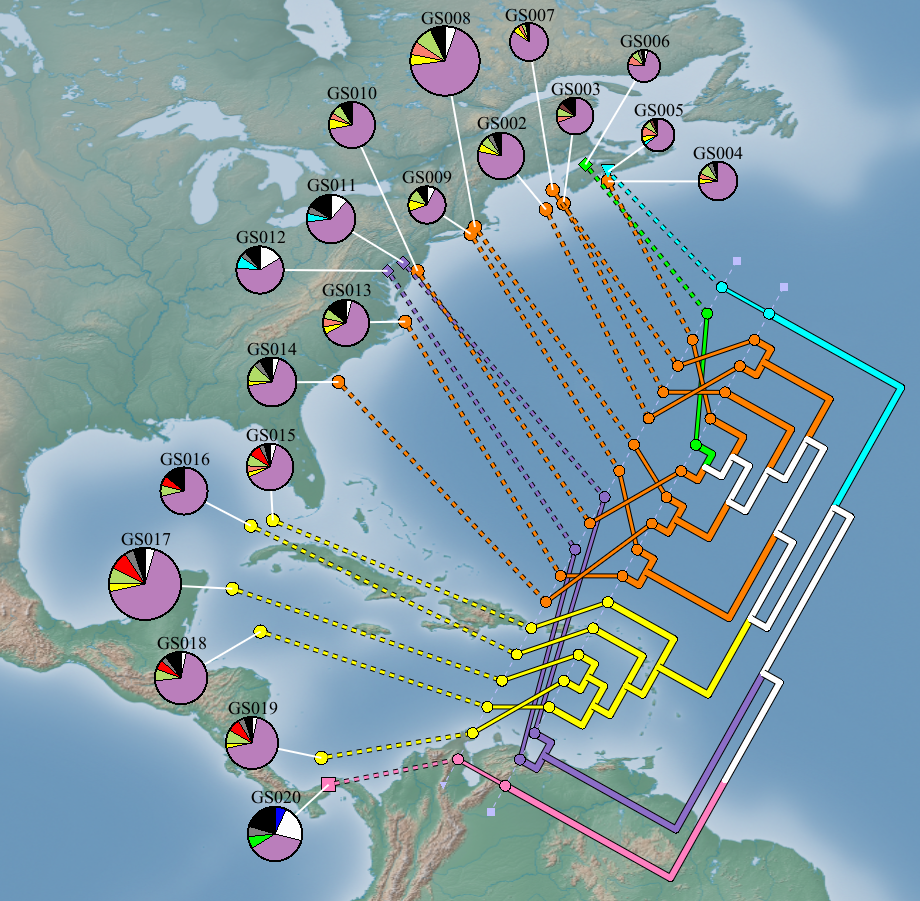
À titre d'exemple : Indices comparés de biodiversité pour 19 métagénomes marins échantillonnés par l'expédition Global Ocean Sampling Expedition, tels qu'analysés avec GenGIS.

La métagénomique ou génomique environnementale est une méthode d'étude du contenu génétique d'échantillons issus d'environnements complexes (ex : intestin, océan, sols, air, etc.) prélevés dans la nature (par opposition à des échantillons cultivés en laboratoire).
Cette approche, via le séquençage direct de l'ADN présent dans l'échantillon, permet une description génomique du contenu de l'échantillon, mais aussi un aperçu du potentiel fonctionnel d'un environnement.
L'utilisation du préfixe « méta- » signifiant « au-delà », « après » ; ici, la métagénomique vient au-delà la génomique en étudiant les organismes directement dans leur environnement sans passer par une étape de culture en laboratoire.

## Métagénomique par séquençage direct
Les tailles d'échantillons métagénomiques sont bien plus importantes que celles d'échantillons cultivés en laboratoire. Pour les étudier les biologistes recourent aux technologies de séquençage haut-débit. Les séquences d'ADN obtenues sont ensuite analysées par des techniques bioinformatiques pour décrire la composition structurelle et fonctionnelle de l’échantillon environnemental.
L'augmentation de la quantité de données ainsi produites (depuis la fin des années 2000 essentiellement) s'inscrit dans le développement du « big data » qui permet de gérer et traiter de grandes quantités de données.

## Criblage métagénomique ou métagénomique fonctionnelle
Le criblage métagénomique, complémentaire à l'approche métagénomique par séquençage direct, consiste à faire exprimer des fragments d'ADN métagénomique (c'est-à-dire issu de l'extraction de l'ADN total d'un échantillon environnemental) par un vecteur hôte (généralement des banques de clone de l’espèce bactérienne Escherichia coli). Le but de cette approche est de découvrir de nouvelles enzymes ou de nouvelles molécules sécrétées dans l’environnement (d'où est issu l’échantillon).

## Résultats
La métagénomique a notamment permis de démontrer la très grande diversité génétique des virus, et la singularité de leurs séquences génétiques. Par exemple, un kilogramme de sédiments marins prélevé sur le littoral californien peut contenir jusqu'à un million de génotypes viraux.

## Séquençage métagénomique de nouvelle génération
Le séquençage métagénomique de nouvelle génération (mNGS) est une méthode agnostique pour le diagnostic général d'infections. Elle consiste non plus à rechercher tel ou tel pathogène mais à scruter l'ensemble de l'ADN et de l'ARN contenu dans un échantillon biologique en le confrontant à une base de données de milliers d'agents pathogènes avec la capacité de détecter de nouveaux pathogènes, ce qui permet de détecter des maladies émergentes,.
À titre d'exemple, cette méthode a permis la détection, dans 697 prélèvements de liquide cérébrospinal, de 363 virus à ADN, 211 virus à ARN, 132 bactéries, 68 champignons et 23 parasites.
À partir de prélèvements nasopharyngés ou issus de lavage bronchoalvéolaire, la méthode permet de découvrir de nouveaux virus humains à séquences divergentes, au potentiel pandémique. Un logiciel innovant (au sens de la FDA) permet d'identifier des pathogènes viraux humains sur la base d'homologies avec des pathogènes animaux ou végétaux.